# Amphiacusta hyperphobos
Amphiacusta hyperphobos är en insektsart som beskrevs av Otte, D. och Perez-gelabert 2009. Amphiacusta hyperphobos ingår i släktet Amphiacusta och familjen syrsor. Inga underarter finns listade i Catalogue of Life.